# Chrysops infernalis
Chrysops infernalis är en tvåvingeart som först beskrevs av Reé Michel Quentin 1979.  Chrysops infernalis ingår i släktet Chrysops och familjen bromsar.
Artens utbredningsområde är Madagaskar. Inga underarter finns listade i Catalogue of Life.